# JEDEC
A JEDEC Solid State Technology Association (Associação para Tecnologia de Estado Sólido JEDEC - Conselho Conjunto para Engenharia de Dispositivos de Elétrons. Em inglês, Joint Electron Device Engineering Council) é uma organização comercial independente de engenharia de semicondutores e órgão de padronização com sede em Arlington County, Virginia, Estados Unidos.
JEDEC tem mais de 300 membros, incluindo algumas das maiores empresas de informática do mundo. Seu escopo e atividades anteriores incluem padronização de números de peça, definição de um padrão de descarga eletrostática (ESD) e liderança na transição de fabricação sem chumbo.
A origem do JEDEC remonta a 1944, quando a RMA (posteriormente renomeada para EIA) e a NEMA estabeleceram o Joint Electron Tube Engineering Council (JETEC) para coordenar as numerações dos tipos de tubos de vácuo.
Em 1958, com o advento da tecnologia de semicondutores, a atividade conjunta da JETEC da EIA e da NEMA foi renomeada para Joint Electron Device Engineering Council. NEMA interrompeu seu envolvimento em 1979. No outono de 1999, JEDEC tornou-se uma associação comercial separada sob o nome atual, mas manteve uma aliança EIA, até que a EIA cessou suas operações em 2011.

## Origens

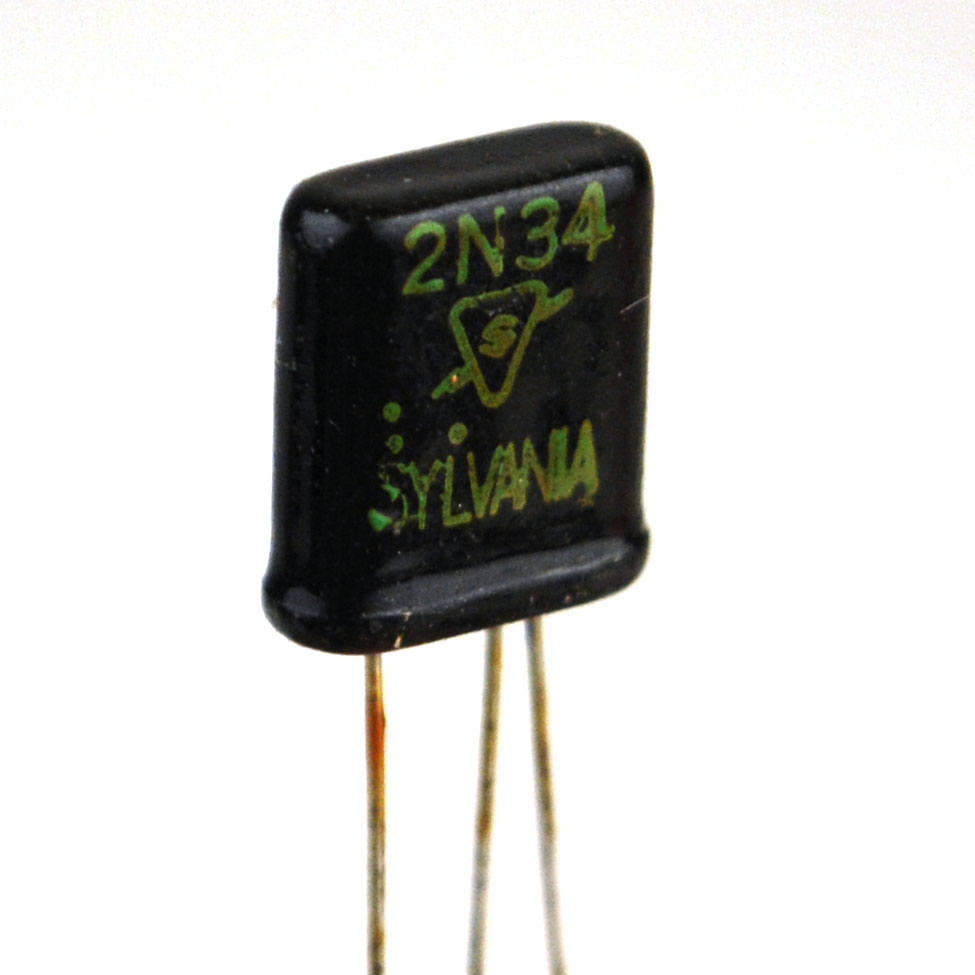
Um transistor do início dos anos 1950 usando o percursor do sistema de numeração de peças EIA/JEDEC

A origem da JEDEC pode ser rastreada até 1944, quando a Radio Manufacturers Association (RMA) e a National Electrical Manufacturers Association (NEMA) estabeleceram Joint Electron Tube Engineering Council (JETEC) para coordenar as numerações dos tubos de vácuo. A expansão da indústria de rádio fezcom que a JETEC expandisse seu escopo para incluir dispositivos de estado sólido e desenvolver padrões para dipositivos semicondutores. Eventualmente, a atividade da JETEC conjunta de EIA e NEMA foi renomeada para Joint Electron Device Engineering Council (JEDEC) em 1958. A NEMA interrompeu seu envolvimento em 1979.
O trabalho inicial começou como um sistema de numeração de peças para dispositivos que se tornaram populares na década de 1960. Os primeiros dispositivos semicondutores, como o diodo de contato de ponto de silício 1N23, ainda eram designados no antigo sistema de designação de tubo RMA, onde o "1" significava "Sem filamento/aquecedor" e o "N" realocado de "potência do aquecedor" para "contagem de junção pn" para formar o novo padrão EIA/JEDEC EIA-370; por exemplo, o diodo retificador 1N4001 e os números de peça do transistor 2N2222 vieram do EIA-370. Eles ainda são populares hoje. Em fevereiro de 1982, JEDEC emitiu JESD370B, e a introdução de um novo símbolo de letra "C" que denota a versão do die, em oposição a "N", agora significando a versão embalada. O sistema de designação de semicondutores JIS japonês emprega um padrão semelhante. Posteriormente, a JEDEC desenvolveu um sistema de numeração para circuitos integrados, mas não obteve aceitação na indústria de semicondutores. O sistema europeu de numeração de semicondutores Pro Electron originou-se de maneira semelhando a partir da antiga designação de tubo Mullard-Philips.
No início do século 20, a organização era conhecida como JETEC, o Joint Electron Tube Engineering Council, e era responsável por atribuir e coordenar designações de tubos RETMA para tubos de elétrons (também chamadas de válvulas). O tipo 6L6, ainda encontrado em amplificadores de guitarra elétrica, normalmente tem um número de tipo que foi atribuído pela JETEC.
No outono de 1999, JEDEC tornou-se uma associação comercial separada com o nome atual, mas manteve uma aliança EIA.

## Métodos de teste e padrões de produto
Esse trabalho inicial foi seguido por vários métodos de testes, JESD22 e padrões de produto. Por exemplo, o símbolo de cuidado ESD, que é a mão com a linha desenhada através dele, foi publicado pela JEDEC e é usado em todo o mundo. JEDEC também tem um dicionário de termos de semicondutores. Todos os padrões JEDEC são gratuitos na Web para download após um registro gratuito.
JEDEC emitiu padrões amplamente usados para interfaces de dispositivos, como os padrões de memória JEDEC para memória de computador (RAM), incluindo os padrões DDR SDRAM.

## Desenhos de pacotes de semicondutores
A JEDEC também desenvolveu vários desenhos de pacotes populares para semicondutores, como TO-3, TO-5, etc. Estes estão na web sob o JEP-95. Uma questão importante é o desenvolvimento de embalagens sem chumbo que não sofrem com o problema de bigode de estanho que reapareceu desde a recente proibição do conteúdo de chumbo. JEDEC está trabalhando com iNEMI em um grupo de interesse conjunto sobre questões sem chumbo.

## Membros
Em 2019, JEDEC tinha 301 membros no total. Entre eles estão grandes empresas, que incluem as seguintes.
- ABB
- Alibaba
- AMD
- Apple
- Arm Ltd.
- Buffalo
- Canon Inc.
- Facebook
- Foxconn
- Fujitsu
- Google
- Kioxia - anteriormente Toshiba Memory Corporation
- LG Electronics
- Marvell Semicondutor
- Micron Technology
- Microsoft
- NEC
- Nokia
- NXP Semiconductors
- Hewlett Packard Enterprise
- HP Inc.
- Huawei
- IBM
- Infineon
- Intel
- Panasonic
- Realtek
- Samsung Electronics
- SK Hynix
- Sony
- Texas Instruments
- TSMC

## Padrões industriais
Adoção de padrões abertos da indústria pela JEDEC (ou seja, padrões que permitem a toda e qualquer empresa interessada fabricar livremente em conformidade com os padrões adotados) serve a várias funções vitais para o avanço das tecnologis eletrônicas. Em primeiro lugar, esses padrões permitem a interoperabilidade entre diferentes componentes elétricos. Os padrões JEDEC não protegem os membros das obrigações normais de patente. Os representantes designados das empresas membros da JEDEC são obrigados a divulgar patentes e pedidos de patentes de que tenham conhecimento pessoalmente (presumindo que essas informações não sejam consideradas proprietárias). A política de patentes da JEDEC exige que os padrões que contenham patentes cujos proprietários não assinarão uma carta de patente padrão do JEDEC sejam retirados. Assim, a penalidade para a falha na divulgação de patentes é a retratação do padrão. Tipicamente, não serão adotados padrões para cobrir a tecnologia que estará sujeita à proteção de patentes. Em raras as circunstâncias, os padrões cobertos por uma patente podem ser adotados, mas apenas no entendimento de que o proprietário da patente não fará valer tais direitos de patente ou, no mínimo, que o proprietário da patente fornecerá uma licença razoável e não discriminatória para a tecnologia patenteada.

## Ligrações externas
- «Sítio oficial»
- lista de empresas membros do JEDEC
- JEP95, a lista principal de pacotes JEDEC (requer registro gratuito)